# Trachymene pimpinellifolia
Trachymene pimpinellifolia är en flockblommig växtart som först beskrevs av Karel Domin, och fick sitt nu gällande namn av Brian Laurence Burtt. Trachymene pimpinellifolia ingår i släktet Trachymene och familjen flockblommiga växter. Inga underarter finns listade i Catalogue of Life.